# هواپیمای ساب‌سونیک

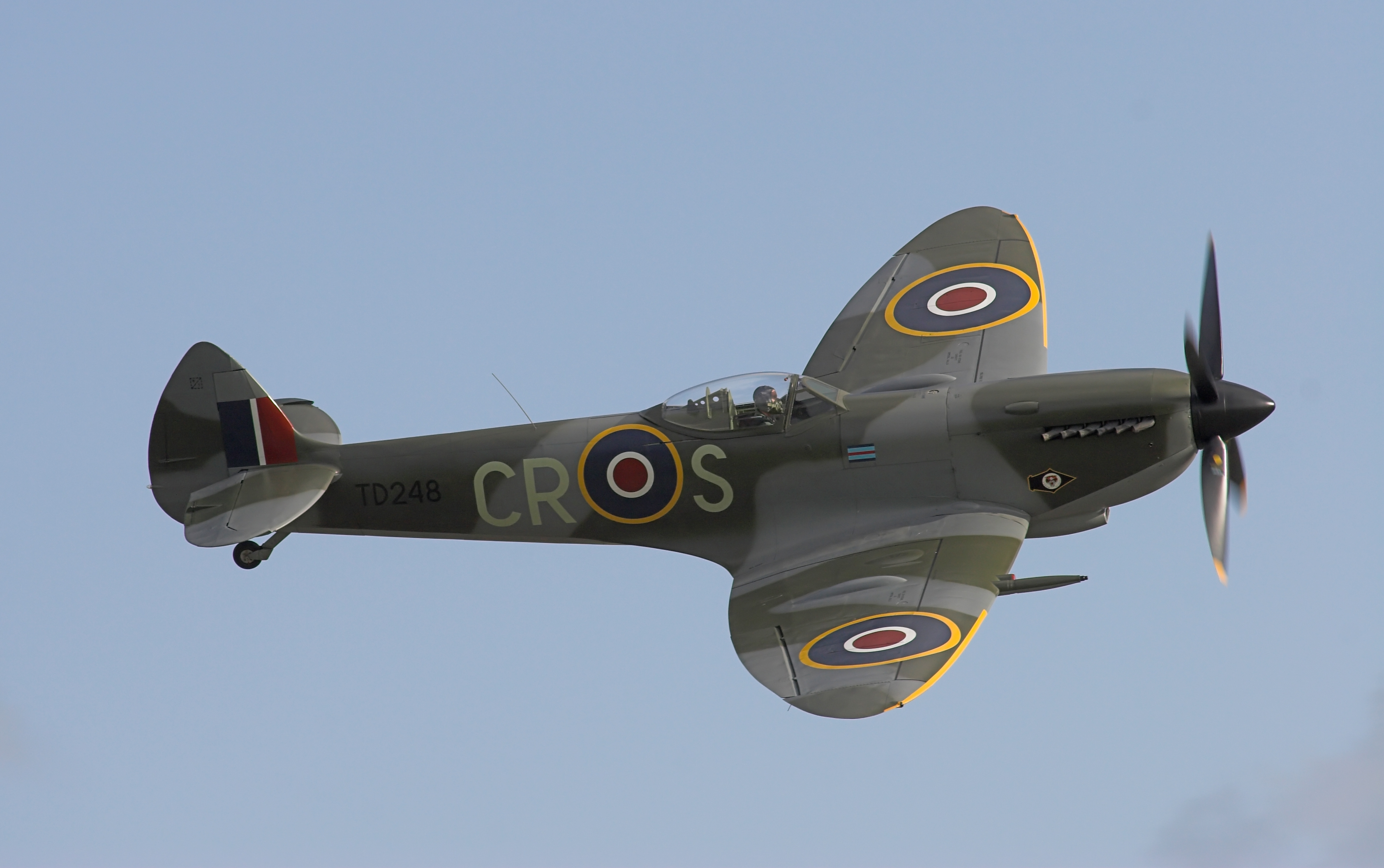
جنگندهٔ سوپرمارین اسپیت‌فایر ام‌کی ۱۶ ساخت شرکت رولزرویس در طول جنگ جهانی دوم با برد پروازی ۷۴۰کیلومتر، یکی از کاربردی‌ترین جنگنده‌های ساب‌سونیک نیروی هوایی سلطنتی بریتانیا بود.

هواپیمای فروصوت (به انگلیسی: Subsonic aircraft) هواپیمایی است که سرعتش از سرعت صوت (ماخ) کمتر است.